# Alcobaça
Alcobaça (portugisiskt uttal: [aɫkuˈβasɐ]

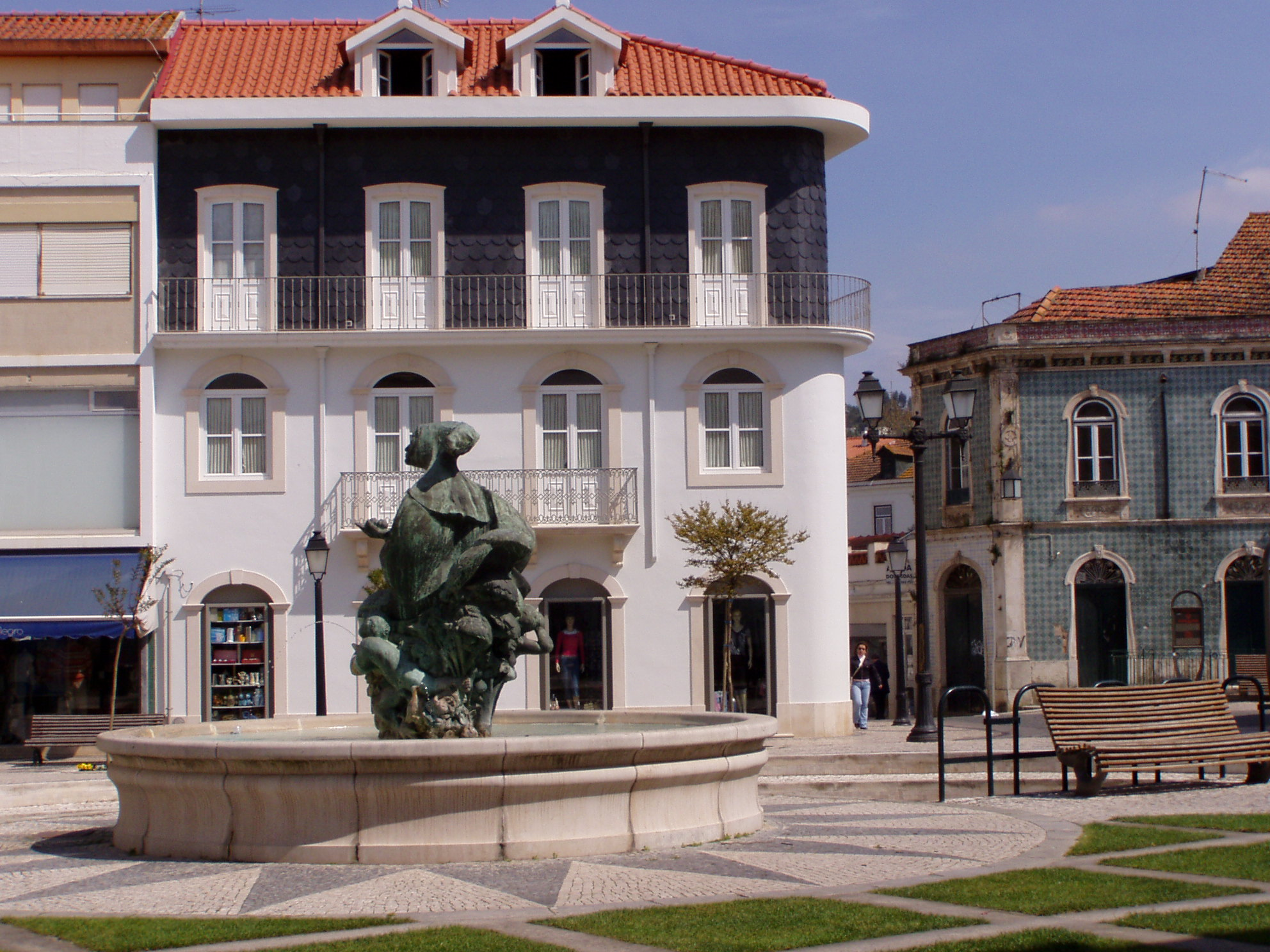
Praça da República i Alcobaça

 ( lyssna)) är en stad och kommun i Portugal, den historiska provinsen Estremadura, 100 km norr om huvudstaden Lissabon.
Staden har 7 009 invånare (2021).
Kommunen har 56 688 invånare (2020) och en yta på 408 km². Den består av 13 freguesias (kommundelar) och är belägen i distrito de Leiria.

## Ortnamnet
Ortnamnet Alcobaça antas härstamma från arabiskan al qubba (”kupolbyggnad”).

## Freguesias
Alcobaça är indelat i 18 freguesias:

- Alcobaça e Vestiaria
- Alfeizerão
- Aljubarrota
- Bárrio
- Benedita
- Cela
- Coz, Alpedriz e Montes
- Évora de Alcobaça
- Maiorga
- Pataias e Martingança
- São Martinho do Porto
- Turquel
- Vimeiro

## Sevärdheter
- Klostret i Alcobaça (Mosteiro de Alcobaça; medeltida kloster)[7][8][9]
- Borgen i Alcobaça (Castelo de Alcobaça; medeltida fästning)[10]